# I Cry a Lot
I Cry a Lot è l'album di debutto della cantante danese Jada, pubblicato il 28 giugno 2019 su etichetta discografica Universal Music Denmark.

## Tracce
1. Clean Love Prelude – 0:26
2. Clean Love – 3:43
3. Sure – 2:57
4. Keep Cool – 4:15
5. H2O – 3:32
6. Interlude – 0:27
7. Tonight – 3:49
8. Lonely – 3:48
9. 1111 – 2:35
10. With You – 4:18
11. Leave Me – 3:28
12. Råb – 0:42
13. Not Alone – 4:02

## Classifiche
| Classifica (2019) | Posizione massima |
| ----------------- | ----------------- |
| Danimarca         | 16                |